# بالقلو (سقز)
قرية بالقلو (بالكردية: باڵەقڵوو) هي إحدى القرى التابعة لـكولتبه في ريف قسم زيويه من مقاطعة سقز، في محافظة كردستان الإيرانية.

## السكان
حسب إحصاءات سنة 2006، بلغ إجمالي السكان في بالقلو 82 نسمة وعدد المساكن 17 مسكن. لغة سكان بالقلو هي اللغة الكردية و هم من أهل السنة والجماعة والمذهب الشافعي.